# Jesús Carrasco Jaramillo
Jesús Carrasco Jaramillo (Olivenza, 5 april 1972) is een Spaans schrijver.
Carrasco schreef in 2013 de roman Intemperie (De vlucht), die werd vertaald in twintig talen en verfilmd onder dezelfde titel. In 2016 bracht hij zijn tweede roman uit onder de titel La tierra que pisamos (De grond onder onze voeten). Hij won hiermee in hetzelfde jaar de Literatuurprijs van de Europese Unie. Zijn derde roman kwam uit in 2021 en draagt de titel Llévame a casa (Terug naar huis).
- Bibsys: 13028755
- Biblioteca Nacional de España: XX5287227
- Bibliothèque nationale de France: cb167630214 (data)
- Catàleg d'autoritats de noms i títols de Catalunya: 981058524605106706
- CiNii: DA17781494
- Gemeinsame Normdatei: 1033604798
- International Standard Name Identifier: 0000 0000 5398 0891
- Library of Congress Control Number: no2008121634
- Bibliotheek van het Japanse parlement: 001244070
- Nationale Bibliotheek van Tsjechië: xx0198294
- Nationale Bibliotheek van Israël: 987007504080005171
- Nationale Bibliotheek van Polen: a0000003172806
- Nationale en Universitaire bibliotheek Zagreb: 000738689
- Nederlandse Thesaurus van Auteursnamen: 355078813
- Istituto Centrale per il Catalogo Unico: TO0V667829
- LIBRIS: 389202
- Système universitaire de documentation: 169362019
- Virtual International Authority File: 2288500
- WorldCat: E39PBJjCMXPYryxPKYG4hf7JXd

1. ↑  Jesús Carrasco gana el Premio Biblioteca Breve con 'Elogio de las manos' (5 februari 2024). Geraadpleegd op 10 maart 2024.